# 戸沢盛重
戸沢 盛重（とざわ もりしげ、天文20年（1551年） - 文禄元年（1592年））は、出羽の戦国大名。戸沢道盛の嫡男で戸沢氏氏第17代当主。戸沢盛安の兄にあたる。

## 略歴
天文20年（1551年）、戸沢氏16代当主・戸沢道盛の嫡男として生まれる。母は本堂親条の娘。若くして隠居した父の後を継いで当主となるが、生来から多病のために天正6年（1578年）に家督を弟の戸沢盛安に譲って仏門に入った。しかし小館戸沢家の当主・戸沢政重（道盛の叔父）に継嗣が無かったことから、還俗して政重の養子となり、小館戸沢家の家督を継いだ。しかしこのため、本家の当主である弟の盛安の家臣となったため、盛重はその身分に不満を抱き、天正18年（1590年）に盛安が小田原征伐に参加していたときには謀反を企てていたとされる。また家臣の家を継いだ事から盛重を戸沢宗家の世系に入れない系譜も多い。
文禄元年（1592年）に死去。享年42。